# Cantonul Juniville
Cantonul Juniville este un canton din arondismentul Rethel, departamentul Ardennes, regiunea Champagne-Ardenne, Franța.

## Comune
| Comune                      | Populație (1999) | Cod poștal | Cod INSEE |
| --------------------------- | ---------------- | ---------- | --------- |
| Alincourt                   | 114              | 08310      | 08005     |
| Annelles                    | 130              | 08310      | 08014     |
| Aussonce                    | 165              | 08310      | 08032     |
| Bignicourt                  | 61               | 08310      | 08066     |
| Le Châtelet-sur-Retourne    | 533              | 08300      | 08111     |
| Juniville                   | 1100             | 08310      | 08239     |
| Ménil-Annelles              | 96               | 08310      | 08286     |
| Ménil-Lépinois              | 96               | 08310      | 08287     |
| Neuflize                    | 711              | 08300      | 08314     |
| La Neuville-en-Tourne-à-Fuy | 436              | 08310      | 08320     |
| Perthes                     | 287              | 08300      | 08339     |
| Tagnon                      | 932              | 08300      | 08435     |
| Ville-sur-Retourne          | 74               | 08310      | 08484     |